# 唐城墙遗址公园

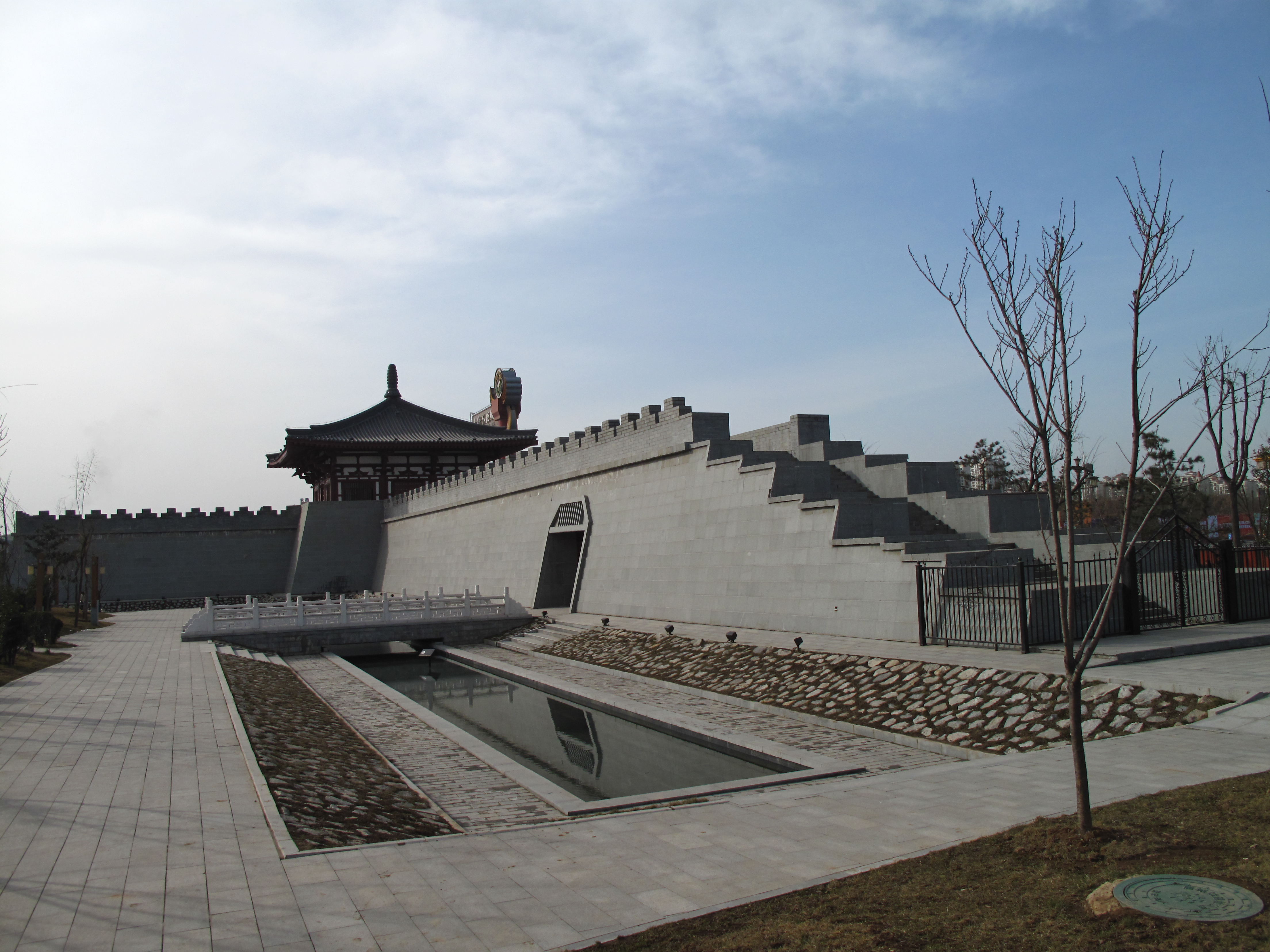

唐城墙遗址公园位于西安市曲江新区，是一座开放式全免费的遗址公园，于2008年7月1日与曲江池遗址公园同时建成开放。
公园西起翠华路以东的唐启夏门遗址，向东经雁南二路与雁南三路之间、曲江池西路东侧、芙蓉南路南侧，至曲江大道西南侧，全长4.2公里，宽100米，占地约633亩。